# Massaker in der Rue Haxo
Das Massaker in der Rue Haxo (französisch: massacre de la rue Haxo) war ein Massaker an Priestern und Gendarmen durch Kommunarden während der blutigen Maiwoche (französisch: semaine sanglante) am Ende der Pariser Kommune im Mai 1871.

## Hintergrund

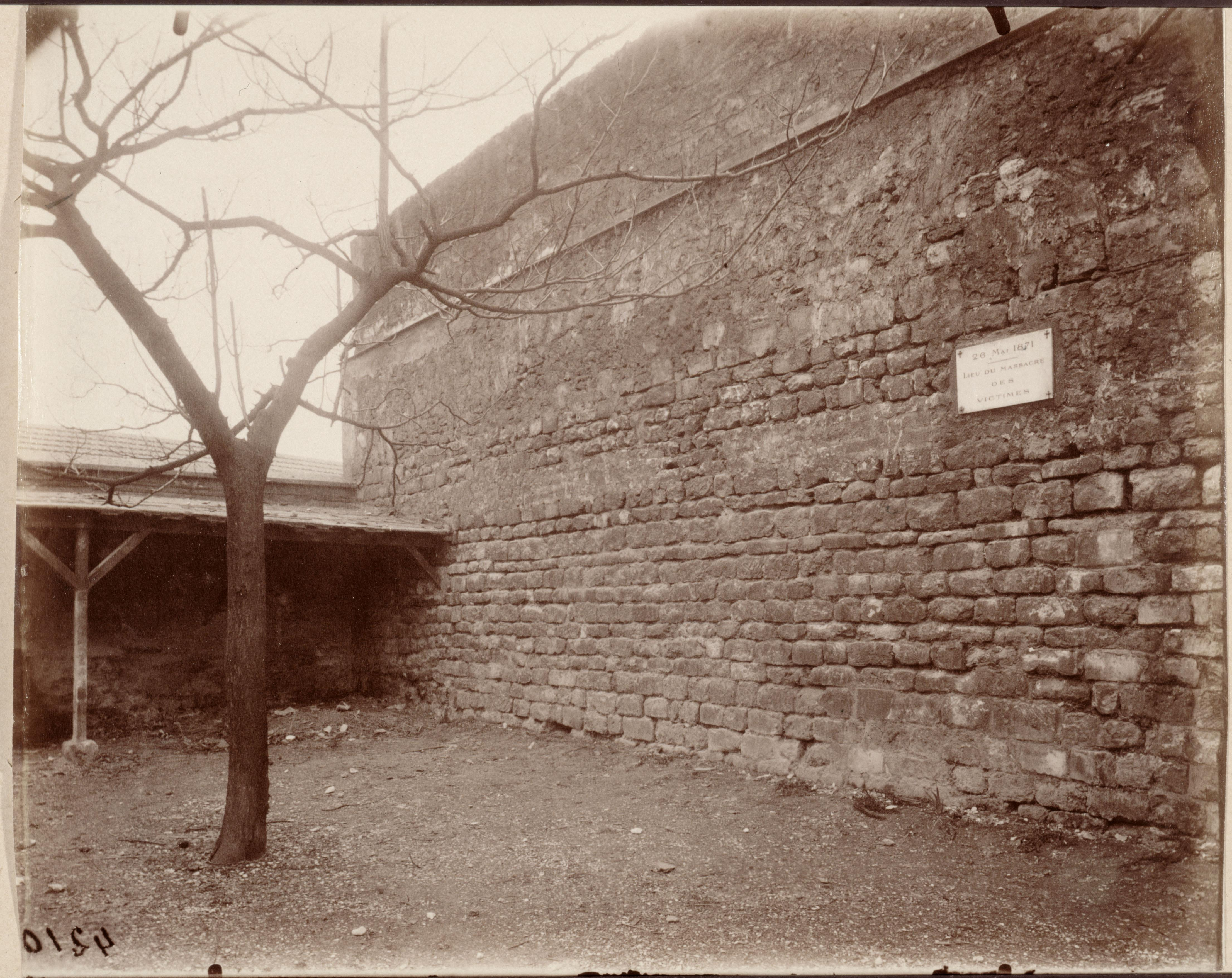
Ort des Massakers in der Rue Haxo (Foto: Eugène Atget)

Die Kommunarden brachten die katholische Kirche mit Konservatismus und Imperialismus in Verbindung und setzten eine Trennung von Kirche und Staat durch.
Im April 1871 hatten die Kommunarden etwa 200 Geistliche verhaftet, um sie als Geiseln für Repressalien der Versailler Regierung und für einen möglichen Gefangenenaustausch einzusetzen. Insbesondere hofften die Führer der Kommune, den Erzbischof von Paris, Georges Darboy, gegen Louis Auguste Blanqui austauschen zu können, doch dieses Angebot wurde von Adolphe Thiers, dem Präsidenten der Dritten Republik, abgelehnt. Am 21. Mai marschierten die Truppen von Versailles in die Stadt Paris ein und hatten bis zum 24. Mai einen Großteil der Stadt zurückerobert. Théophile Ferré unterzeichnete einen Hinrichtungsbefehl für sechs Geiseln im Roquette-Gefängnis, darunter auch den Erzbischof; sie wurden durch ein Erschießungskommando hingerichtet.

## Massaker
Am 26. Mai wurden 50 weitere Geiseln aus dem Roquette-Gefängnis öffentlich in der Rue Haxo hingerichtet.
Am 27. Mai versuchten wiederum einige Gefangene zu fliehen; sie wurden bei dem Versuch jedoch sofort getötet. Insgesamt wurden 110 Personen getötet, davon 75 Geistliche und 35 Soldaten.